# Révész László (politikus, 1916–1999)
Révész László János (Kecskemét, 1916. augusztus 10. – Bern, 1999. november 4.) magyar jogász, jogtörténész, egyetemi tanár, politikus.

## Életpályája
Szülei Révész László (1889–1965) politikus és Muraközy Erzsébet voltak. Főiskolai tanulmányait a kecskeméti Jogakadémián kezdte. 1938-ban a szegedi Ferenc József Tudományegyetemen jogi doktorátust szerzett. 1938–1939 között Krakkóban ösztöndíjas volt. Visszatérése után katonai szolgálatra vonult be; 1944-ben szovjet hadifogságba esett. Szabadulása után, 1947-ben a kecskeméti Jogakadémián a jogtörténet tanára lett. 1949-ben a jogtörténet tanáraként a Budapesti Tudományegyetemre került. 1951-ben docenssé minősítették vissza. 1956. október végén az egyetem forradalmi bizottságának elnöke volt. Letartóztatása elől 1957. januárjában Jugoszlávián keresztül Svájcba menekült. 1957. őszén a berni Kelet-Európa Intézetbe került, ahol tudományos főmunkatárssá nevezték ki. 1962-től a fribourgi, 1963-tól a berni és Zürichi Egyetemen kelet-európai ismereteket tanított.
Kutatási területe Magyarország, valamint Közép- és Kelet-Európa háború utáni történelmével és társadalmi problémáival foglalkozott. Németül és magyarul írt. Az Ungarn-Jahrbuch társszerkesztője volt. Magyar tanulmányai és cikkei a többi között az Új Látóhatárban, a Bécsi Naplóban és a Nemzetőrben jelentek meg.

## Művei
- Imre Nagy, Zur politischen und rechtlichen Bedeutung seiner Ermordung (Bern, 1959)
- Der osteuropäische Bauer (Bern, 1964)
- Friedliche Koexistenz, Theorie und Praxis im internationalen Kommunismus (Olten, 1964)
- Mieter und Wohnung im Ostblock (Bern, 1965)
- Ideologie und Praxis in der sowjetischen Innen- und Aussenpolitik (Mainz, 1965)
- Der Arzt im Sowjetreich (Bern, 1965)
- Fünfzig Jahre Kommunismus, Die Rolle der KPdSU (Bern, 1967)
- Justiz im Ostblock, Richter und Strafrecht (Köln, 1967)
- Die Anfänge des ungarischen Parlamentarismus (München, 1968)
- Die Frau im Sowjetreich (Bern, 1969)
- Export der Revolution (Bern, 1971, portugálul: Lisszabon, 1975)
- Die Liquidierung der Sozialdemokratie in Osteuropa (Bern, 1971)
- Der Bauer in der Sowjetunion (Bern, 1972)
- Organisierte Jugend, Die Jugendbewegung in der Sowjetunion (Bern, 1972)
- Kommentar zum Statut der KPdSU (Bern, 1973)
- Recht und Willkür in der Sowjetpresse (Freiburg, 1974)
- Militärische Ausbildung in Osteuropa (Bern, 1975)
- A reforma agraria nos paises comunistas (portugálul, Lisszabon, 1975)
- Der chinesische Sozialismus (Bern, 1976)
- Moskau über Portugal (Bern, 1976)
- Menschenrechte in der UdSSR (Bern, 1977)
- Schüler und Lehrer in Osteuropa (Bern, 1977)
- Die uniformierte Presse in Osteuropa (Freiburg, 1977)
- Frieden durch Gewalt, Träger und Ziele der kommunistischen Friedenspolitik (Bern, 1978)
- Volk aus 100 Nationalitäten, Die sowjetische Minderheitenfrage (Bern, 1979)
- Studenten im Sozialismus (Bécs, 1981)
- UdSSR über Afghanistan (Bern, 1981)
- Jugendbewegungen im Ostblock (Bécs–München–Zürich, 1985)
- Staat und Kirche im "realen" Sozialismus, Recht und Wirklichkeit (München, 1986)
- Minderheitenschicksal in den Nachfolgestaaten der Donaumonarchie - unter Berücksichtigung der magyarischen Minderheit (Bécs, 1990)